# Willi Tiefel
Friedrich Wilhelm „Willi“ Tiefel (* 14. Juli 1911 in Frankfurt am Main; † 28. August 1941 in Narva, Estnische SSR, Sowjetunion, heute Estland) war ein deutscher Fußballspieler.

## Karriere

### Vereine
Wilhelm „Willi“ Tiefel begann 1920 beim Frankfurter Stadtteilverein FC Union Niederrad mit dem Fußballspielen. Zur Saison 1932/33 wechselte er zu Eintracht Frankfurt, für die er eine Saison lang in der vom Süddeutschen Fußball-Verband organisierten Meisterschaft in der Bezirksliga Main/Hessen Punktspiele bestritt. Als Zweiter der Gruppe Main nahm er an der Endrunde um die Süddeutsche Meisterschaft teil und schloss die Gruppe Nord/Süd als Zweitplatzierter ab. Da die Qualifikation zur deutschen Meisterschaftsendrunde erfolgreich verlief, nahm er mit Eintracht Frankfurt als Dritter der Süddeutschen Meisterschaft an der Endrunde um die Deutsche Meisterschaft teil. Im Viertel- und Halbfinale eingesetzt, erzielte er am 21. Mai gegen den SV Hindenburg Allenstein beim 12:2-Sieg mit dem Treffer zum 11:1 in der 78. Minute gar ein Tor.
Von 1933 bis 1936 spielte er in der Gauliga Südwest, eine von zunächst 16, später von 23 Gauligen, die in der Zeit des Nationalsozialismus die höchste Spielklasse im Deutschen Reich bildeten. Für Eintracht Frankfurt bestritt er insgesamt 59 Pflichtspiele, davon 48 in der Gauliga, in der er vier Tore erzielte.
Als Angestellter einer Kaufhauskette beruflich bedingt in die Reichshauptstadt gezogen, spielte er von 1936 bis Dezember 1940 für den Berliner SV 1892 in der Gauliga Berlin-Brandenburg, deren Meister er mit der Mannschaft 1938 wurde. Infolgedessen nahm er erneut an der Endrunde um die Deutscher Meisterschaft teil und bestritt alle sechs Spiele in der Gruppe B, in denen er drei Tore erzielte. Zuletzt spielte er von Januar bis Juni 1941 für den Gauligakonkurrenten Brandenburger SC 05.
Er erlag seinen Verwundungen am 28. August 1941 im Feldlazarett 508 Narwa bei Narva.

### Nationalmannschaft
Tiefel bestritt sieben Länderspiele für die A-Nationalmannschaft, für die er am 8. Mai 1935 in Dortmund beim 3:1-Sieg über die Nationalmannschaft Irlands debütierte. Sein letztes Länderspiel bestritt er am 27. Februar 1936 in Lissabon bei der 1:3-Niederlage gegen die Nationalmannschaft Irlands.

## Erfolge
- Gaumeister Berlin-Brandenburg 1938

## Sonstiges
- Zum Wehrdienst herangezogen, fiel er als Soldat im Dienstgrad Gefreiter im Zweiten Weltkrieg am 28. August 1941 an der Ostfront.

- Seine letzte Ruhestätte fand er auf der Deutschen Kriegsgräberstätte Narva.[1]